# Pałac Królewski w Madrycie
Pałac Królewski w Madrycie (hiszp. Palacio Real de Madrid lub Palacio de Oriente) – zbudowany w XVIII wieku przez Filipa V Burbona. Zaprojektowany w stylu baroku przez włoskiego architekta Filippo Juvarę, który jednak umarł przed rozpoczęciem prac budowlanych. Wnętrza i otoczenie są utrzymane w stylu rokoko i klasycystycznym. Jest oficjalną rezydencją króla Hiszpanii, chociaż król Jan Karol I ani jego rodzina nie mieszkał w pałacu, a w mniejszym Palacio de la Zarzuela na przedmieściach Madrytu. Ma 2800 pomieszczeń, część z nich jest udostępniona dla turystów.
Stary Alkazar, siedziba Habsburgów spłonął 24 grudnia 1734 r. Nowa siedziba, życzeniem monarchów, miała być monumentalną budowlą wzorowaną na paryskim Luwrze. Pierwotny projekt Juvary okazał się zdaniem władców zbyt kosztowny. Juvara zmarł w 1736 r., nie mógł zatem przeprojektować siedziby. Zgodnie z życzeniem Juvary, prace nad zadaniem powierzono Sacchettiemu, który znacznie (do ok. 1/4) zredukował rozmiary budowli i jej koszty starając się jednocześnie zachować koncepcję Juvary. Od nowa zaprojektował elewację ogrodową, powiększył tarasy i zmienił wewnętrzną klatkę schodową. Pałac usytuowany na wysokim brzegu rzeki Manzanares został rozwiązany wokół wewnętrznego, kwadratowego dziedzińca, który otaczają loggie. Dolne rustykalne piętra stwarzają wrażenie solidnego cokołu, na którym wspierają się trzy kondygnacje o elewacjach utrzymanych w wielkim porządku. Elewacje zdobią ryzality (środkowy i boczne). Kopuła widoczna powyżej północnej elewacji przykrywa królewską kaplicę. 

Konstrukcję kontynuowano w latach 1738-1755, a w 1764 po raz pierwszy w pałacu zamieszkał król Karol III Hiszpański.

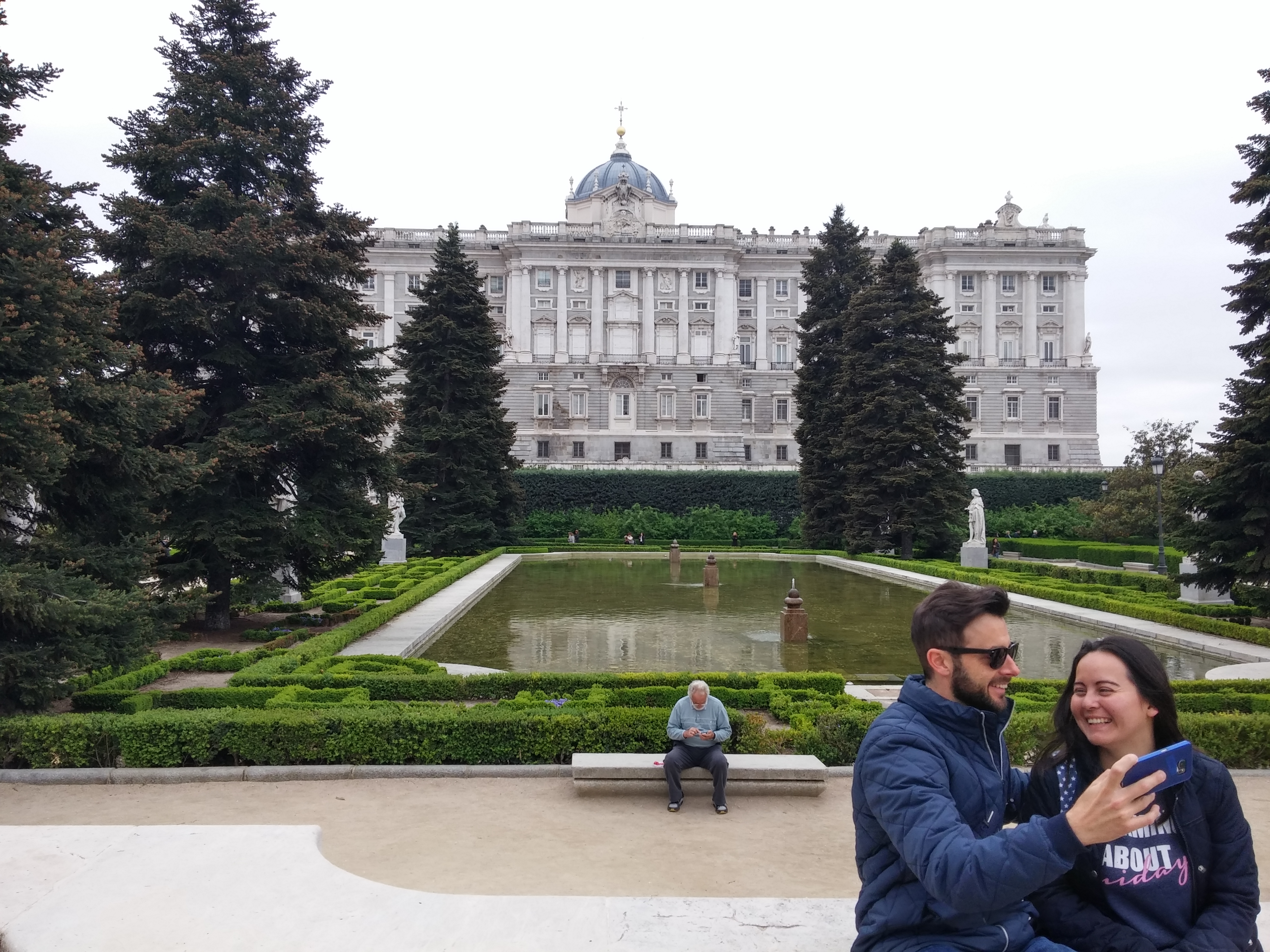
Pałac Królewski w Madrycie, widok z parku
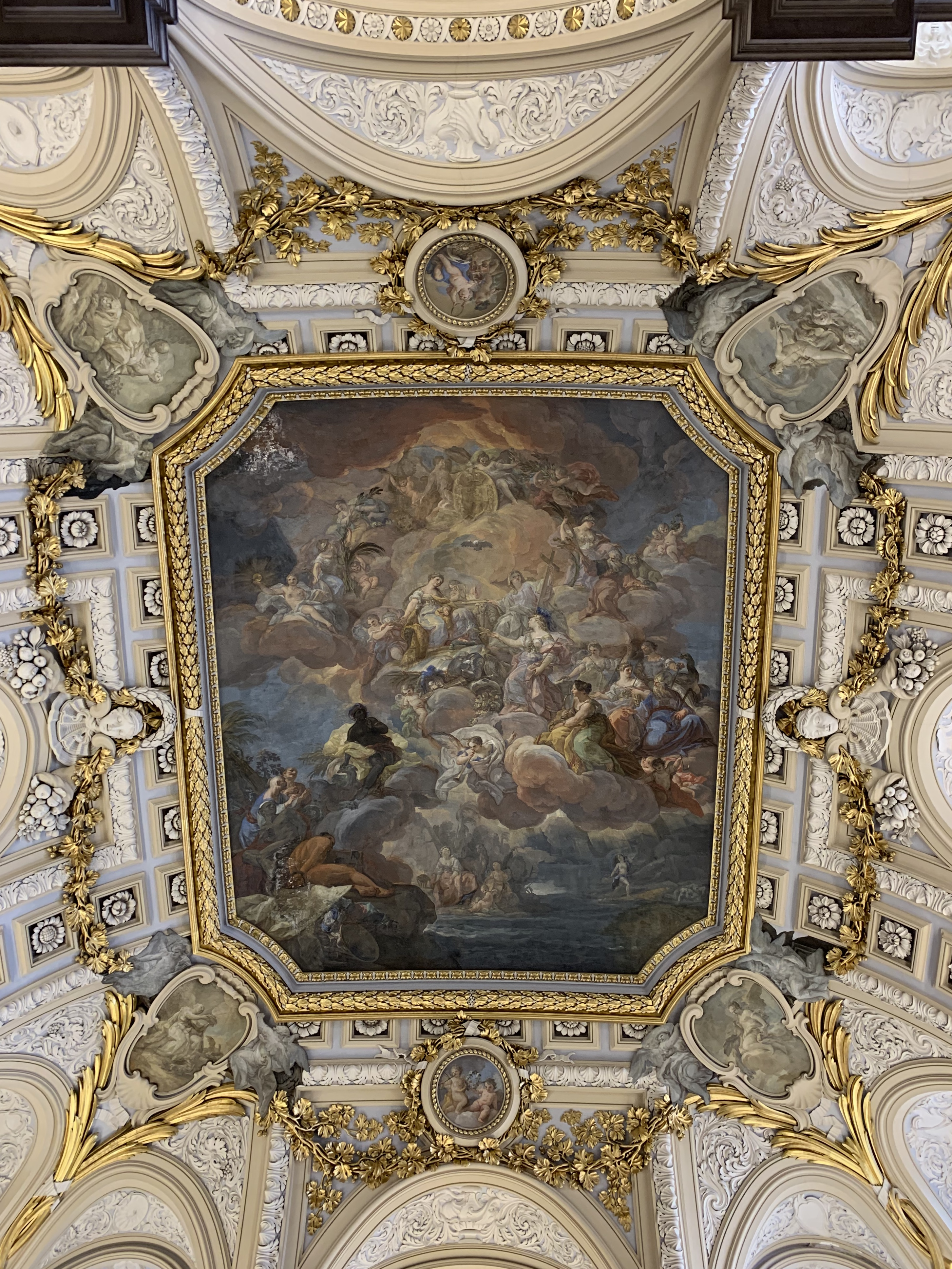
Pomieszczenia posiadają bogate zdobienia
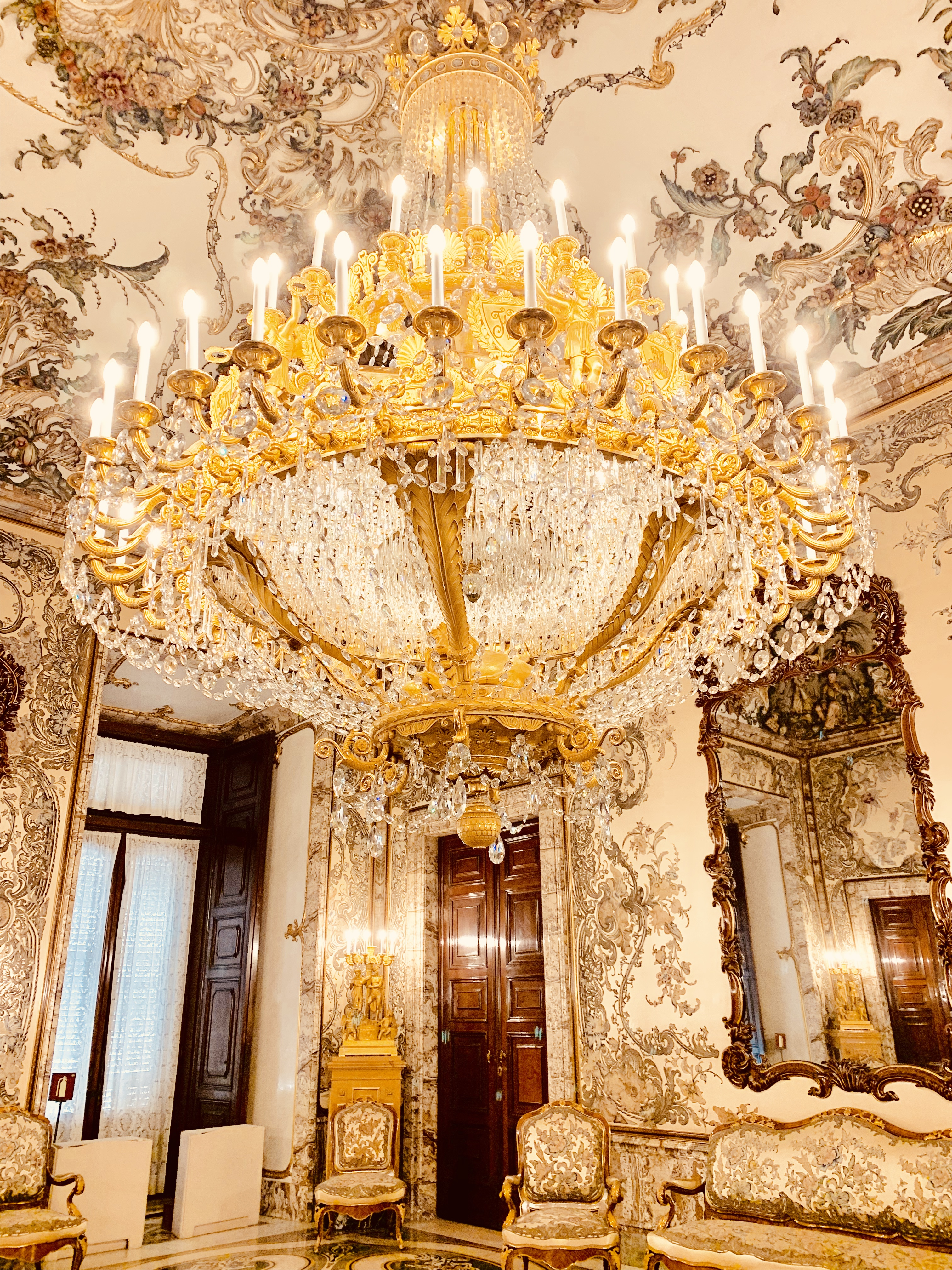
Żyrandol w jednej z komnat